# Jack Binns
John Robinson Binns (genannt Jack, * 16. September 1884 in Brigg, Lincolnshire; † 8. Dezember 1959 in New York) war ein britischer Schiffsfunker und der erste Mensch, der bei einem Schiffsunfall einen Notruf per Funk absetzte.
Binns war Funker an Bord des Passagierdampfers Republic, als das Schiff kurz nach dem Auslaufen aus dem Hafen von New York am 23. Januar 1909 vor der Küste von Massachusetts in dichtem Nebel von dem italienischen Passagierschiff Florida mittschiffs gerammt wurde und zu sinken drohte.
Binns prüfte die Funkstation; sie arbeitete nicht mehr, weil infolge der Kollision bereits die Stromversorgung der Republic zusammengebrochen war. Er tauchte in das eingedrungene Wasser, um noch Batterien zu finden. Mit ihnen gelang es ihm dann, seine Funkanlage wieder in Gang zu setzen. Binns konnte damit über Funk andere Schiffe herbeirufen, die Besatzung und Passagiere der am Unfall beteiligten Schiffe aufnahmen.